# Teoria do Garden Path
Em Psicolinguística, a Teoria do Labirinto (em inglês: Garden Path Theory) é uma teoria sintática do processamento linguístico baseado em sentenças Garden Path. O modelo assume dois principais pressupostos para o funcionamento mental: a modularidade, isto é, a mente é modular e possui subcomponentes relativamente autônomos e especializados para processos distintos. E a serialidade/incrementabilidade, os processos mentais funcionam de forma serial e incremental, cada parte do processamento depende e necessita aguardar o resultado da fase anterior. O modelo se baseia em duas fases de processamento:
- A Preliminary Phrase Packager (PPP): um dispositivo de análise local responsável pela estrutura sintática dos itens que é regido por dois princípios, a Aposição Local (Late Closure), que considera a preferência do processador por inserir os novos itens lexicais no sintagma que está processando no momento. E a Aposição Mínima (Minimal Attachment), que assume a preferência do processador por estruturas mais simples, com menor número de nós sintáticos;
- E a Sentence Structure Supervisor (SSS) que rastreia as dependências sintáticas dos itens finalizando a estruturação da sentença como um todo.

A relevância da Teoria do Labirinto (TGP), além do maior poder explicativo que a DTC (e.g. sentenças Garden Path), esta restabeleceu a conexão entre a Linguística Teórica (Gerativismo) e a Experimental (Psicolinguística), sendo o primeiro modelo do processamento linguístico feito por Psicolinguistas. Em resumo, como assinalam Sampaio et al. (2015):
[com a TGP] a psicolinguística encontra de novo, uma possibilidade de diálogo com a Teoria X-Barra do modelo Government and Binding que adicionalmente havia abandonado a noção de regras em favor da postulação de princípios. O arcabouço teórico formal do modelo encontra harmonia com os princípios de aposição que Frazier estava estudando. Esta reaproximação seria ainda mais fortalecida nos anos 90, com a introdução do Programa Minimalista (CHOMSKY, 1995), que abre mão do modelo derivacional e aposta na especificação de computações que levam as peças linguísticas através das interfaces com os sistemas sensório-motor e conceptual intencional.
(Sampaio et al., 2015)

## Efeito
O Garden Path Effect (ou Efeito Labirinto) corresponde à interpretação errônea de sentenças ambíguas (ou sentenças Garden Path) — formas gramaticais que podem ser interpretadas a partir de mais de uma estrutura, no caso de ambiguidade sintática (e.g. Maria viu o ladrão com o binóculo), ou a partir de dois sentidos, no caso de ambiguidade semântica que gera mais de uma estrutura (e.g. O navio português entrava na baía o navio português) — que pode levar a uma má compreensão momentânea ou permanente da sentença processada.

## Modelos Posteriores derivados da TGP
O Princípio da Aposição Local previa, segundo a postulação da TGP, que tal preferência deveria se concretizar em todas as línguas, isto é, assumindo tal processamento como universal. Entretanto, Cuetos e Mitchell (1988) mostraram resultados divergentes em espanhol, em que 60% das preferências era pela aposição alta.
Fato que fomentou a necessidade da revisão do modelo — que Frazier já havia iniciado anteriormente. Tal revisão resultou no modelo Construal, um modelo do processamento linguístico que, além das noções sintáticas, considera aspectos semânticos. E solucionava o problema do Princípio da Aposição Local postulando que este poderia ser aplicado apenas às relações sintáticas primárias. Pode se considerar que a relevância de tal modelo é a continuação e otimização da TGP.